# حدبة بحران (حورة)
'

تعديل مصدري - تعديل

حدبة بحران هي إحدى قرى عزلة حوره بمديرية حورة التابعة لمحافظة حضرموت، بلغ تعداد سكانها 116 نسمة حسب تعداد اليمن لعام 2004.